# Niedźwiedzkie (Podlachie)
Pour les articles homonymes, voir Niedźwiedzkie.
Niedźwiedzkie est un village de Pologne, situé dans le gmina de Szczuczyn, dans le Powiat de Grajewo, dans la voïvodie de Podlachie.

## Source
- (en) Cet article est partiellement ou en totalité issu de l’article de Wikipédia en anglais intitulé « Niedźwiedzkie, Podlaskie Voivodeship » (voir la liste des auteurs).